# Maison Doulton (Maisons-Laffitte)
La maison Doulton est une maison, protégée des monuments historiques, située dans le parc de Maisons-Laffitte, dans le département français des Yvelines.

## Historique
La façade de cette maison a été construite pour l'exposition universelle de Paris de 1878.
Elle est pour cette raison inscrite au titre des monuments historiques en 2012.
Elle est l'œuvre de l'architecte J. Starke Wilkinson pour la Maison Doulton et Lambeth, manufacture anglaise de terre cuite.
Lors de l'exposition universelle, elle fut le pavillon représentant l’Angleterre mais elle fit surtout office de catalogue des productions de la manufacture. En effet, sa façade est recouverte d'éléments de décoration en terre cuite démontrant l’art de cette manufacture.

## Architecture
En haut du pavillon il y a un petit ange représentant l'amour. Des pierres bleu marine décorent ce magnifique pavillon. De nombreux détails couvrent cette charmante maison. On voit de belles voûtes et de beau vitrages